# Lewis Edson Waterman

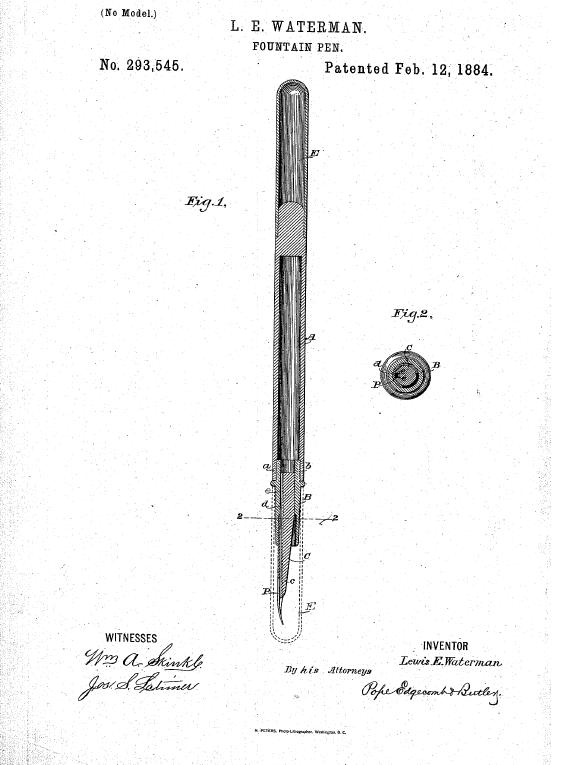
Watermans patentierter Füllfederhalter

Lewis Edson Waterman (* 20. November 1837 in Decatur (New York); † 1. Mai 1901) meldete 1883 den Füllfederhalter zum Patent an. Am 12. Februar 1884 erhielt er das US-Patent Nummer 293545 auf seine Erfindung. Waterman gründete die Ideal Pen Company. 

## Leben
Waterman war Versicherungsmakler in New York. Der Anekdote zufolge verursachte er beim Unterschreiben einen riesigen Tintenfleck auf einem Vertrag, wodurch ihm das Geschäft verloren ging. Nach einer anderen Version kleckste die Feder und als er eine zweite besorgen ging, entwendete ein Dieb den Vertrag, wodurch ihm das Geschäft entging. Daraufhin baute er in der Werkstatt seines Bruders ein Schreibgerät mit feinen Kanälen zwischen Feder und Tintenkammer, verkaufte die ersten handgemachten Exemplare in einem Zigarrenladen in New York und gab 5 Jahre Garantie. Nach anfänglich schmalen Erfolgen intensivierte er sein Geschäft durch extensive Zeitschriftenwerbung. Er führte einen erfolgreichen Patentprozess um Schreibgeräte aus Hartgummi und gründete 1899 in Montreal eine Fabrik, in der verschiedene Designs entwickelt und hergestellt wurden. Sein Fabrikat gewann auf der Weltausstellung Paris 1900 eine Goldmedaille. Nach dem Tod des Gründers übernahm sein Neffe Frank D. Waterman die Firma.
Der sog. Friedensvertrag von Versailles wurde mit einem goldenen Waterman unterzeichnet.